# Улица Цюрупы (Москва)
У́лица Цюру́пы — улица в Москве, находится в районе Черемушки (Юго-Западный административный округ).

## Происхождение названия
Улица названа в честь Александра Дмитриевича Цюрупы в 1966 году.
Мемориальная доска была утрачена при сносе старых пятиэтажных домов.

## Расположение
Улица Цюрупы начинается от Нахимовского проспекта и, поворачивая на 90 градусов направо, проходит по берегам когда-то располагавшейся здесь реки Котловка (ныне заключена в коллектор), затем упирается в перекрёсток улицы Гарибальди и Новочерёмушкинской улицы. Нумерация домов ведётся от Нахимовского проспекта. Кроме вышеназванных улиц, слева к улице Цюрупы примыкает Зюзинская улица.

## Транспорт
По улице проходят маршруты автобусов: 113, 121, 153.

## Примечательные здания и сооружения
Дом 3
- НИИ Морфологии человека РАМН (с 1973 года).
- Центр экстренной ветеринарной медицины «Бемби» (ветеринарная клиника).

В глубине — Судебно-медицинский морг № 1 Москвы.
№ 7, корпус 1
Здесь жил хоккеист Иван Трегубов.
Дом 10
- Школа-интернат № 61

Дом 10 корпус 3
- Специальная общеобразовательная школа № 3 для детей с девиантным поведением

Дом 22А
- Школа № 1110 с этнокультурным армянским компонентом образования.

Дом 14
- Средняя школа № 2115.

Дом 30/63
- Поликлиника № 10 ЮЗАО.

## Прочее
В конце улицы, между улицей Цюрупы и Болотниковской улицей расположен «Сквер имени гвардии полковника Ерастова» (до 16 июня 2014 года — «Парк Ветеранов»)
Таким образом в Черемушках увековечена память ветерана Великой Отечественной войны, Федора Григорьевича Ерастова, который 37 лет возглавлял Совет ветеранов района.